# Gillo Dorfles. Essere nel tempo
Gillo dorfles. Essere nel tempo è un film documentario per la televisione del 2017 diretto da Fulvio Caldarelli, dedicato all'opera di Gillo Dorfles (1910-2018): pensiero critico e produzione artistica.
È un racconto biografico modulato sia in prima persona, attraverso la voce del protagonista intervistato nell’intimità della sua casa-studio, sia attraverso le testimonianze di amici e studiosi.
Il docufilm è andato in onda in prima visione tv su Rai 5 il 12 aprile 2017, giorno del 107º compleanno di Dorfles.